# Joachim Spatz (Physiker)

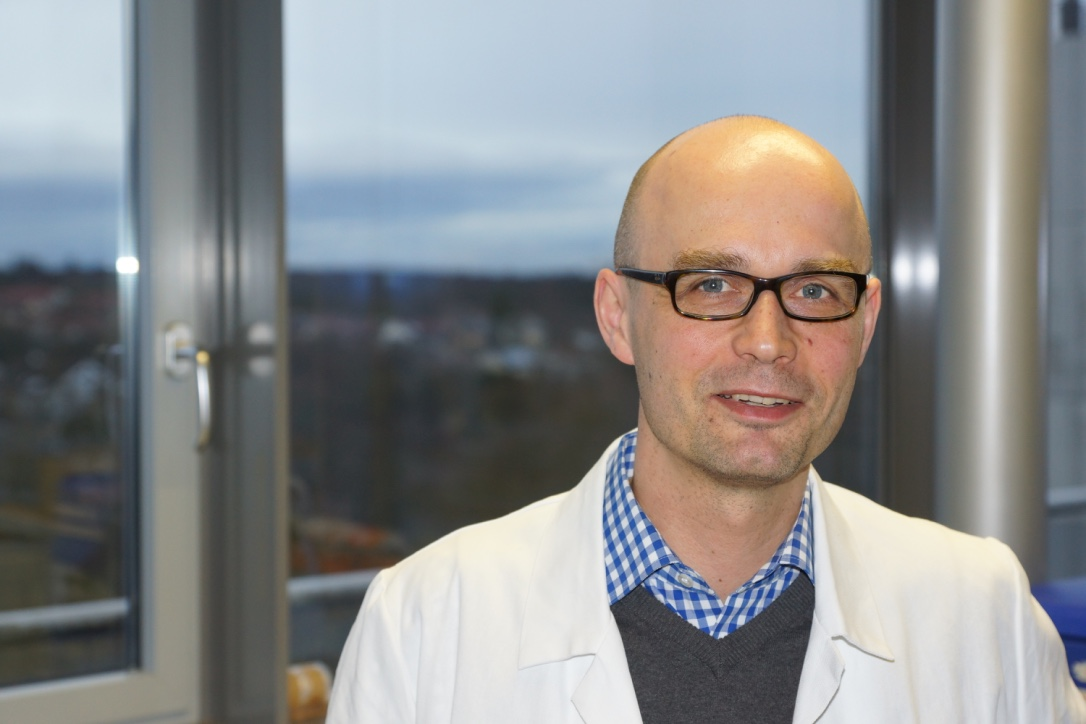
Joachim Spatz

Joachim Pius Spatz (* 27. November 1969 in Heidenheim an der Brenz) ist ein deutscher Physiker und Hochschullehrer an der Ruprecht-Karls-Universität Heidelberg.

## Leben und Wirken
Spatz studierte von 1989 bis zu seinem Abschluss 1994 Physik an der Universität Ulm und der Colorado State University. 1996 promovierte er bei Martin Möller mit summa cum laude zum Dr. rer. nat. Diese Arbeit auf dem Gebiet der makromolekularen Chemie wurde mit dem Promotionspreis der Universität Ulm ausgezeichnet. 2000 habilitierte er sich in Ulm und erhielt die Venia legendi für Physik. Anschließend war er als C3-Professor an der Universität Heidelberg tätig, seit 2004 ist er dort ordentlicher Professor für biophysikalische Chemie. Von 2004 bis 2011 war er neben seiner Professur auch Direktor des Max-Planck-Instituts für Metallforschung in Stuttgart, nach dessen Umbenennung in Max-Planck-Institut für Intelligente Systeme war er bis 2015 auch dessen Direktor. Seit 2016 ist er auch Direktor des Max-Planck-Instituts für medizinische Forschung in Heidelberg.
Spatz’ Forschungsschwerpunkte liegen vor allem im Bereich der Zellphysik und -mechanik, der Materialwissenschaft sowie der Zelladhäsion. 2017 erhielt er Für seine herausragende Forschung an der Grenze von Materialwissenschaft und Zellbiophysik den Leibniz-Preis.

## Preise und Auszeichnungen
- 1996: Wissenschaftlicher Förderpreis des Verbandes der Metallindustrie Baden-Württemberg e.V.
- 1996: Schloessmann-Forschungspreis der Max-Planck-Gesellschaft
- 1997: Promotionspreis der Universität Ulm für hervorragende Promotionsleistungen
- 1998: "Young Researcher Award" der Ulmer Universitätsgesellschaft
- 1999: Reimund Stadler Preis – Habilitationspreis der Fachgruppe Makromolekulare Chemie der Gesellschaft Deutscher Chemiker
- 2000: Gerhard-Hess-Preis der DFG
- 2002: Alfried-Krupp-Förderpreis für junge Hochschullehrer
- 2003: Otto-Klung-Preis für Physik
- 2009: Mitglied der Heidelberger Akademie der Wissenschaften
- 2012: Europäischer Forschungsrat Advanced Grant, gemeinsam mit Prof. B. Geiger, Weizmann Institute
- 2016: Mitglied der Nordrhein-Westfälischen Akademie der Wissenschaften
- 2017: Gottfried-Wilhelm-Leibniz-Preis
- 2020: Aufnahme in der Sektion Physik als Mitglied in die Nationale Akademie der Wissenschaften Leopoldina

## Veröffentlichungen (Auswahl)
- Kontrollierte Mineralisation in dispersen Phasen von Zweiblockcopolymeren. Universitätsverlag, Ulm 1996 (Dissertation).
- Nanopatterns for the localisation and seperation of molecular functional units : monomolecular adhesion points and patterns for manipulation of biological cell mechanics. Universitätsverlag, Ulm 2000 (englisch, Habilitationsschrift).